# Зарицкий, Соломон Моисеевич
Соломо́н Моисе́евич Зари́цкий (15 мая 1889, Киев — 24 мая 1975) — советский художник, деятель советского кинематографа, художник-постановщик театра и кино.

## Биография
Родился в Киеве в семье портного. В 1909 году окончил Киевское художественное училище. Работал в качестве художника-декоратора в театрах Киева, Одессы, Харькова.
В 1919 в период Гражданской войны в киносекции Киевского окружного военкомата оформил первые фильмы советского «Агитпропа»: «Всевобуч», «Мир — хижинам, война — дворцам» и другие.
Впоследствии работал на Ялтинской, Одесской и Киевской киностудиях.
С середины 1950-х годов выступал в основном как консультант.

## Фильмография
- 1924 — Лесной зверь (совместно с И. Суворовым)
- 1926 — Марийка
- 1928 — Плотина прорвана
- 1928 — Джимми Хиггинс
- 1928 — Ванька и «Мститель» («Ванька Огнев и его собака Партизан»)
- 1929 — Приключение полтинника
- 1929 — Шкурник
- 1930 — Кварталы предместья
- 1930 — Право на женщину
- 1930 — Хлеб
- 1935 — Интриган
- 1936 — Однажды летом
- 1937 — Настоящий товарищ (совместно с Г. Ливановым)
- 1939 — Большая жизнь (I-я серия)
- 1940 — Пятый океан